# Вниз по ординате
«Вниз по ординате» — первый официальный сольный альбом российского рэп-исполнителя Сирджея, лидера андеграундной группы «D.O.B. Community».

Альбом вышел в 2005 году на лейбле «Dots Family Records» при дистрибуции ПК Монолит.

## Список композиций альбома
Все тексты написаны Сирджеем, вся музыка написана Сирджеем (под сведением и продюсированием Яна Сурвилло).
| №   | Название                                                      | Длительность |
| --- | ------------------------------------------------------------- | ------------ |
| 1.  | «С места в карьер»                                            | 1:37         |
| 2.  | «Бесконечное творчество»                                      | 3:44         |
| 3.  | «Хардкора до упора» (уч. Masta Che, D-Бош)                    | 4:16         |
| 4.  | «Люди в масках»                                               | 3:21         |
| 5.  | «Когда я пьян» (уч. Гена Гром, Мандр, Мани Майк, Руставели)   | 4:10         |
| 6.  | «Претензии к людям» (уч. Nonamerz & Руставели)                | 3:15         |
| 7.  | «Рекламная пауза»                                             | 1:02         |
| 8.  | «А жизнь кидала»                                              | 3:06         |
| 9.  | «Мои ошибки»                                                  | 4:03         |
| 10. | «Вербальная разминка 1» (уч. Ю.Г.)                            | 4:18         |
| 11. | «Бойцы невидимого фронта»                                     | 3:13         |
| 12. | «Минимализм» (уч. Jeeep)                                      | 3:33         |
| 13. | «Гори гори ясно»                                              | 3:41         |
| 14. | «Пивной сейшн»                                                | 2:01         |
| 15. | «Король умер, да здравствует король» (уч. Tommy)              | 3:22         |
| 16. | «Подполье андеграунда»                                        | 3:34         |
| 17. | «Тёмная лошадка»                                              | 3:18         |
| 18. | «АБВГДейка»                                                   | 1:00         |
| 19. | «Зюзино» (уч. Fist)                                           | 2:44         |
| 20. | «Антилопа»                                                    | 2:58         |
| 21. | «Вербальная разминка 2» (уч. Бледный, Мук, Панда, Про100Фрол) | 5:31         |
| 22. | «Встреча со «вчера»»                                          | 5:31         |

## Дополнительная информация
- Автором всех песен является сам Sir-J, автором скрейтчей является DJ Nik-One (6, 12)
- Исполнительным продюсером альбома выступил Ян Сурвилло (Ян И. С., «MYM»)
- В 2005 году на Dots Family Records в одно время с альбомом Сирджея вышел переизданный альбом Джипа «Здесь был я», продюсерами которого также выступили Ян И. С. и Sir-J.
- В записи альбома участвовали участники D.O.B. Community — Jeeep и Мани Майк, а также Ю.Г., Nonamerz, Fist, Бледный, Руставели и др.
- В 2012 году Sir-J, уже как участник «RAPtila Camaradaz» в рамках телепрограммы «FUNBOX» на телеканале «A-One» исполнил песню из данного альбома — «Гори, гори ясно»[1].

## Концепция и стиль
При создании сольного альбома Sir-J позволил себе экспериментировать с хардкор-рэпом (в таком стиле были выдержаны альбомы D.O.B. «Rushun Roolett» и «Мастера слова») и джи-фанком. Музыка Сирджея, написанная для альбома Джипа «Здесь был я», тоже была выдержана в стиле джи-фанк.